# ジョー・カルザゲ
ジョー・カルザゲ（Joe Calzaghe、1972年3月23日 - ）は、イギリスの元プロボクサー。ロンドン出身。元IBF世界スーパーミドル級王者。元WBAスーパー・WBC・WBO世界スーパーミドル級統一王者。
2007年11月3日のミッケル・ケスラーとのWBA・WBC・WBO世界スーパーミドル級王座統一戦を制し、主要4団体（WBA・WBC・IBF・WBO）の実質的な統一世界王者となり、46戦46勝（32KO）無敗という戦績で引退した。

## 概要
本名はジョゼフ・ウィリアム・カルザゲ（Joseph William Calzaghe）。イタリア人とイギリス人のハーフで、活動拠点をウェールズに置く。イギリスを代表するスポーツ選手の1人であり、常にパウンド・フォー・パウンドの上位にランクされたスーパーボクサー。2階級制覇の元世界王者リッキー・ハットンとともに、レノックス・ルイス引退後のイギリスのプロボクシング人気を支えていた。姓のカルザゲ（Calzaghe）とは、ラテン語のカルタゴ（Karthago）を意味する。
サウスポースタイルから最大の武器は速射砲のような猛スピードの回転連打であり、手打ち気味でパワーには欠けるものの、その驚異的な手数で対戦相手を圧倒する。そのスタイルは、WOWOWの『エキサイトマッチ』で解説を務めるジョー小泉いわく「現代ボクシングに適したスタイル」（ホプキンス戦の解説にて）。
10年間以上にわたりスーパーミドル級の世界王者に君臨。2009年2月、プロ46戦全勝32KOのパーフェクトレコードを残し現役を引退した。

## 来歴

### 幼少・アマチュア時代
ジョー・カルザゲの父で彼のトレーナーでもあるエンツォ・カルザゲはイタリアのサルデーニャで生まれたイタリア人だが、ウェールズ人と結婚し長い間イングランドに住んでいた。ジョーが2歳の頃、母の生まれ故郷であるウェールズに引越し、現在も在住している。スポーツ万能であった彼は幼少の頃からサッカーに励み、さらに9歳の頃からボクシングを始めた。13 - 4歳頃までは彼自身はサッカー選手になりたかったと語っている。だがエンツォは彼にボクシングの才能があることを見抜き、ボクサーになることを勧めた。学生時代は3階級で英国のチャンピオンを獲得している。アマチュア時代の戦績は120戦110勝10敗である。

### プロボクサー時代
1993年10月1日にプロデビュー。1995年10月28日にスティーブ・ウィルソンを8回TKOで下しBBBofC英国スーパーミドル級王座を獲得。スピードと回転の速い連打と切れのいい左強打を武器に圧倒的な内容と高KO率で連戦連勝を重ね、トップホープとして非常に高い評価を受ける（世界挑戦までの戦績は22戦全勝21KO、19試合が4R以内のKO）。

### WBO王者
1997年10月11日、シェフィールドアリーナでWBO世界スーパーミドル級王座決定戦に出場し、この前の時代にイギリスにおいて非常に高い人気を誇った元王者クリス・ユーバンクと対戦。この試合は新旧対決として英国内で高い話題を呼んだ。カルザゲは開始15秒ほどでダウンを奪い、早期の決着が予想されたが、ユーバンクが持ち直す。この後老獪なユーバンクとの間で激戦が展開され判定に持ち込まれたものの勝利し、初の世界王座を獲得した。この試合で、パンチ力・スピードに加えて技術・精神力・タフネスも証明する高いパフォーマンスを見せた。
しかし初期の防衛戦で慢性化し何度も再発した左拳の負傷は、パンチの威力の鈍りと、パンチと動き全体の思い切りが無くなったことによるパフォーマンスの低下を齎し長らくスランプ状態になる。その後も全ての防衛戦で勝利し長期にわたる王座君臨を続けるが、評価は思うように上がらずに、実力と比べると国際的な存在感は高くはならなかった。WBC王者とのタイトル統一戦も交渉されたが、カルザゲの怪我で実現しなかった。
だがその間にも技術や実力は磨かれ、（国内を含む）敵地防衛や（カルザゲの負傷により）分裂したWBO王座の統一戦で暫定王者マリオ・ファイトをKOするなど実績を積み重ねていく。また、リッチー・ウッドホールやロビン・リードの英国の元世界王者やオマー・シカ、チャールズ・ブリューワー、バイロン・ミッチェルなどアメリカで実績を残した選手も破った。
2006年6月3日に18度目の防衛戦で、キャリアの大転換点となったIBF・IBO王者ジェフ・レイシーとの統一戦がマンチェスターのマンチェスター・イブニング・ニュース・アリーナで行われた。レイシーの戦績は当時22戦21勝17KO1無効試合で、アグレッシブな若手強打者として潜在力と将来性に期待が掛かっていた。一方でカルザゲにとってはキャリア初の世界的に注目を浴びるビッグマッチであり、下馬評は割れた。激戦が予想された試合だったが、スピードと技術の差でカルザゲが一方的にリードする。12R終了間際にはダウンを奪うが惜しくもゴングに逃げられ、3-0（119-107、119-107、119-105）の判定勝ちを収めIBF王座とIBO王座とWBO王座の統一に成功した。
この勝利により懐疑論者の声は薄まり、長期防衛時代の再評価もあり、実力や実績に対し高い評価を受けることになった。また、アメリカで高評価を受けているアメリカ人選手を一方的に破ったことにより、特に低かった同国での評価も得るようになった。
この後2度の防衛戦を経て（IBF王座は1度防衛後返上）、現在を代表する名選手と目されていくが、WBAスーパー・WBC王者ミッケル・ケスラーとのスーパーミドル級最強決戦を求める声が高くなる。ケスラーの戦績は当時39戦全勝29KO無敗で、長身と懐の深さを活かしながら長い強打を放つ次世代を担う選手との評価は高く「中量級頂上決戦」「欧州の最高選手の対戦」「無敗対決」として高い話題を呼んだ。

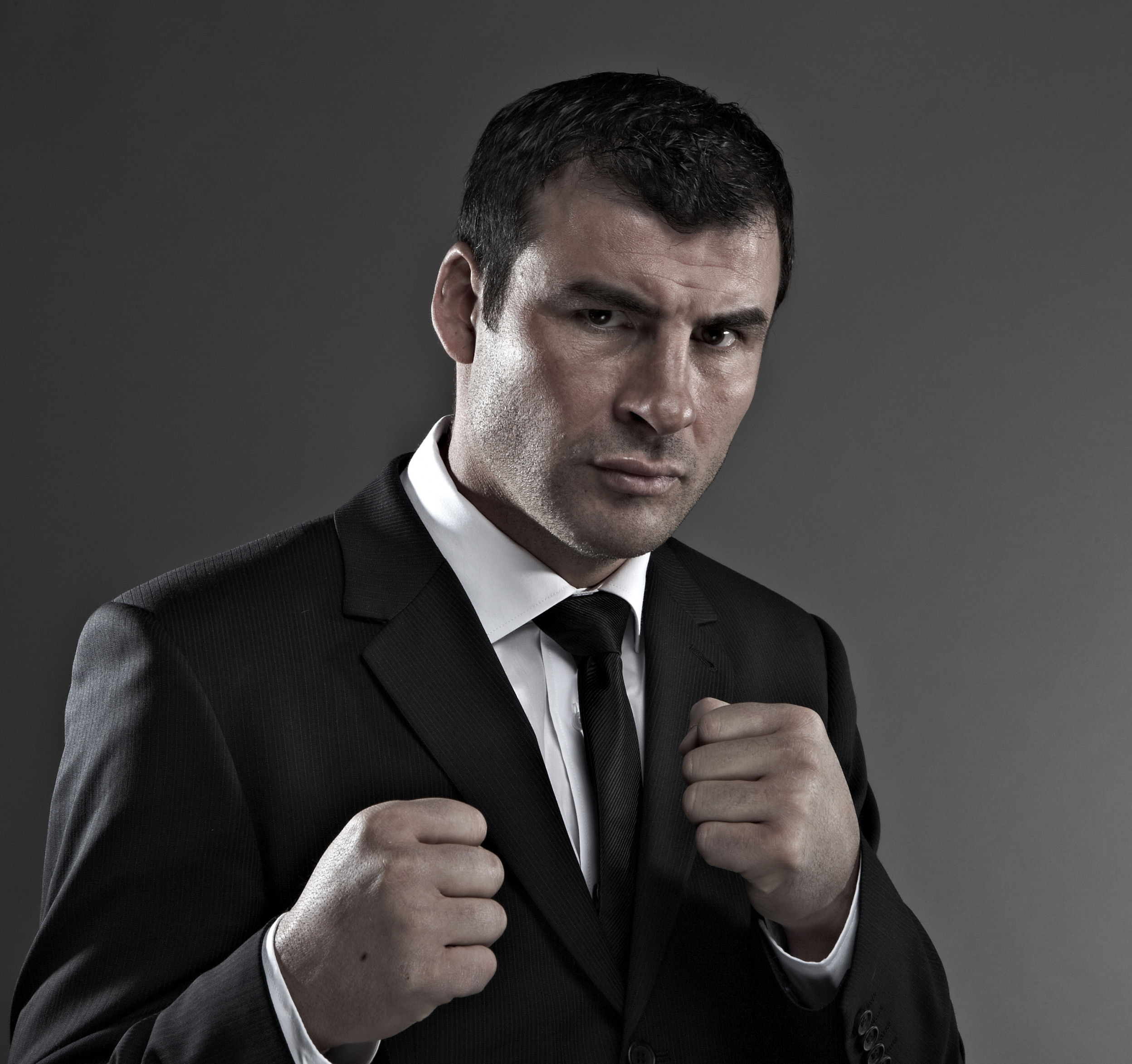
2007 年7月

2007年11月3日にカーディフ・ミレニアム・スタジアムで試合は挙行。この試合はカルザゲ有利の下馬評も激戦が予想された。その予想通り、リング上では両者の死力を尽くした激闘が展開されるものの、カルザゲは右ストレートとアッパーカットを中心としたケスラーの攻撃を凌ぎつつ、ケスラーにはない経験と試合巧者ぶりを見せつけ、スピードと回転を活かした攻撃で明白な判定勝利を収めた。これによりカルザゲはWBA・WBC・WBOの王座を統一（21度目のWBO王座防衛）、スーパーミドル級世界最強の座は揺るぎ無いものとなった（前述のように、すでに返上していたもののIBF王座も獲得しているため、事実上4団体の王座をまとめあげたことになる）。ただ、ケスラーが自分のボクシングを貫きカルザゲと死闘を演じたのも確かであり、カルザゲは試合後に「一年後だったら、私は負けていたかもしれない。私が引退した後のスーパーミドル級は、ミッケルの時代になるだろう」と語った。また、この試合の観客動員数は約53,000人で、欧州のボクシング興行での観客動員記録を更新した。
ケスラー戦後には、過去の試合で示してきたトータルの能力に対して高い賞賛を与えられ、リングマガジンなど主要なボクシングメディアにおいてパウンド・フォー・パウンドの上位にランクされるなど現役選手中の最強選手の1人と看做されたり、同級史上最強選手の1人と評されるようになった。
2008年4月19日にラスベガス・トーマス&マック・センターで、バーナード・ホプキンス戦がライトヘビー級のウェイトにて行われた。カルザゲは1Rにダウンを奪われるが中盤以降盛り返し12Rを戦い抜き、判定2-1（115-112, 113-114, 116-111）にて辛くも勝利した。
2008年11月8日、ニューヨークのマディソン・スクエア・ガーデンにてロイ・ジョーンズ・ジュニアとライトヘビー級ノンタイトル戦で対戦。ホプキンス戦に続き1Rにダウンを奪われるも、7Rに左目尻をカットさせて有利に進めて12R判定3-0（118-109, 118-109, 118-109）で勝利し連勝を46に伸ばした。
2009年2月5日、自身のサイトにて現役引退を発表した。
2010年3月28日、コカイン使用疑惑が新聞で報道され、カルザゲはコカインを使用していることを認め謝罪した。

## ファイトスタイル
彼のファイトスタイルへの認識は、初の世界王座獲得前と数度の防衛戦後で全く分かれる。世界王座獲得前はサウスポースタイルからの左ストレートが鋭く攻撃力の高い速攻型の倒し屋と目されていた。だが世界王座を獲得し拳の慢性的な負傷を経て、キャリア中期以降はスキルフルでスピーディーな技巧派との評価が多い。
特徴として、フットワークやボディームーブで常に距離や相手との位置を変える、スピード、回転の速い連打、相手のパンチのインサイドから捉えるサウスポーの左、相手がインサイドに入った時に用いる思うように打て的中率の高いストレート気味のアッパーカット、スタミナが豊富である、タフである、常に冷静である、パンチがオープンになりがちである、どんな相手でも常に自分のスタイルを貫ける、などが挙げられる。

## トピック
- 父親のエンツォはカルザゲのトレーナーで、カルザゲはエンツォがウェールズのニューブリッジで運営するTeam Calzaghe Gymで練習している。
- アマチュアのラスト50戦ほどからプロ入り後に亘り全勝を続けている。また2008年1月現在、無敗選手の中で最も戦績の多い選手であり、在位10年3か月以上と最も長期の世界王座君臨をしている選手である。
- イギリスの史上最強選手の1人だと考えられている。
- 2003年に英国王室からMBE勲章を叙勲された。2007年には英国スポーツ界最高の名誉であるBBCのSports Personality of the Yearになり、エンツォもCoach of the Yearを受賞した。この時はラスベガスからの生中継で、同地でのフロイド・メイウェザー・ジュニア戦直後で同賞3位のリッキー・ハットンと一緒に、プレゼンターで同試合解説の元世界ヘビー級王者レノックス・ルイスから授与を受けた。BBCウェールズのSports Personality of the Yearには2度輝いている。
- エンツォは優秀なトレーナーとして評価されていて、エンゾ・マカリネリやゲビン・リースの世界王者もTeam Calzaghe Gymで訓練を受けている。他にも有力選手がいて、彼らはTeam Calzagheと呼ばれる。
- エンツォはイタリア人で、母親はウェールズ人である。カルザゲはThe Pride of WalesとThe Italian Dragonという、両方のルーツを現すニックネームを持つ。また、サッカーではエンツォの影響で幼少期からイタリアのユヴェントスFCのファンである[2]。
- ウェールズの小都市のクンブランで妻子と共に過ごしている。父母も含めた家族との時間や地元での時間を大切にしていて、有名人との遊びなどはあまりしない。父子共に穏やかな性格と話しぶりで、地に足の付いた人柄との評価を受けている。
- ハンサムな選手としても知られ、かつてウェールズで最もハンサムな有名人と評されたことがある。

## 戦績
| 戦           | 日付           | 勝敗 | 時間     | 内容    | 対戦相手                       | 国籍           | 備考                                                               |
| ------------ | -------------- | ---- | -------- | ------- | ------------------------------ | -------------- | ------------------------------------------------------------------ |
| 1            | 1993年10月1日  | ☆    | 1R 2:43  | TKO     | ポール・ハンロン               | イギリス       |                                                                    |
| 2            | 1993年11月10日 | ☆    | 1R 2:29  | TKO     | ポール・メイソン               | イギリス       |                                                                    |
| 3            | 1993年12月16日 | ☆    | 2R 2:45  | TKO     | スペンサー・アルトン           | イギリス       |                                                                    |
| 4            | 1994年1月22日  | ☆    | 1R 1:50  | TKO     | マーティン・ロサモンド         | キプロス       |                                                                    |
| 5            | 1994年3月1日   | ☆    | 1R 1:55  | TKO     | ダレン・リトルウッド           | イギリス       |                                                                    |
| 6            | 1994年6月4日   | ☆    | 1R 2:40  | TKO     | カール・バーワイズ             | イギリス       |                                                                    |
| 7            | 1994年10月1日  | ☆    | 1R 1:29  | TKO     | マーク・リー・ドーソン         | イギリス       |                                                                    |
| 8            | 1994年11月30日 | ☆    | 2R 2:25  | TKO     | トレバー・アンブローズ         | イギリス       |                                                                    |
| 9            | 1995年2月14日  | ☆    | 1R 1:25  | KO      | フランク・ミントン             | アメリカ合衆国 |                                                                    |
| 10           | 1995年2月22日  | ☆    | 8R       | 判定3-0 | ボビー・ジョー・エドワーズ     | イギリス       |                                                                    |
| 11           | 1995年5月19日  | ☆    | 1R 1:29  | TKO     | ロバート・カリー               | アメリカ合衆国 |                                                                    |
| 12           | 1995年7月8日   | ☆    | 4R 1:08  | TKO     | タイロン・ジャクソン           | アメリカ合衆国 |                                                                    |
| 13           | 1995年9月30日  | ☆    | 4R 2:20  | TKO     | ニック・マナー                 | イギリス       |                                                                    |
| 14           | 1995年10月28日 | ☆    | 8R 2:18  | TKO     | スティーブン・ウィルソン       | イギリス       | BBBofC英国スーパーミドル級王座決定戦                               |
| 15           | 1996年2月13日  | ☆    | 1R 1:24  | TKO     | ガイ・スタンフォード           | アメリカ合衆国 |                                                                    |
| 16           | 1996年3月13日  | ☆    | 2R 終了  | TKO     | アンソニー・ブルックス         | アメリカ合衆国 |                                                                    |
| 17           | 1996年4月20日  | ☆    | 5R 終了  | TKO     | マーク・デラニー               | イギリス       | BBBofC英国防衛1                                                    |
| 18           | 1996年5月4日   | ☆    | 2R 終了  | 棄権    | ウォーレン・ストウ             | イギリス       |                                                                    |
| 19           | 1996年5月15日  | ☆    | 2R 1:55  | TKO     | パット・ローラー               | アメリカ合衆国 |                                                                    |
| 20           | 1997年1月21日  | ☆    | 2R 1:39  | TKO     | カルロス・クリスティー         | イギリス       |                                                                    |
| 21           | 1997年3月22日  | ☆    | 1R 2:04  | KO      | タイラー・ヒューズ             | アメリカ合衆国 |                                                                    |
| 22           | 1997年6月5日   | ☆    | 3R 0:52  | TKO     | ルチアーノ・トーレス           | ブラジル       |                                                                    |
| 23           | 1997年10月11日 | ☆    | 12R      | 判定3-0 | クリス・ユーバンク             | イギリス       | WBO世界スーパーミドル級王座決定戦                                  |
| 24           | 1998年1月24日  | ☆    | 3R 1:35  | TKO     | ブランコ・ソボット             | クロアチア     | WBO防衛1                                                           |
| 25           | 1998年4月25日  | ☆    | 9R 終了  | 棄権    | フアン・カルロス・ヒメネス     | パラグアイ     | WBO防衛2                                                           |
| 26           | 1999年2月13日  | ☆    | 12R      | 判定2-1 | ロビン・リード                 | イギリス       | WBO防衛3                                                           |
| 27           | 1999年6月5日   | ☆    | 12R      | 判定3-0 | リック・ソーンベリー           | オーストラリア | WBO防衛4                                                           |
| 28           | 2000年1月29日  | ☆    | 12R      | 判定3-0 | デイビッド・スターイ           | イギリス       | WBO防衛5                                                           |
| 29           | 2000年8月12日  | ☆    | 5R 2:08  | TKO     | オマール・シェイカ             | アメリカ合衆国 | WBO防衛6                                                           |
| 30           | 2000年12月16日 | ☆    | 10R 0:28 | TKO     | リッチー・ウッドホール         | イギリス       | WBO防衛7                                                           |
| 31           | 2001年4月28日  | ☆    | 1R 1:52  | TKO     | マリオ・ベット                 | ドイツ         | WBO防衛8                                                           |
| 32           | 2001年10月13日 | ☆    | 4R 0:45  | TKO     | ウィル・マッキンタイア         | アメリカ合衆国 | WBO防衛9                                                           |
| 33           | 2002年4月20日  | ☆    | 12R      | 判定3-0 | チャールズ・ブルワー           | アメリカ合衆国 | WBO防衛10                                                          |
| 34           | 2002年8月17日  | ☆    | 12R      | 判定3-0 | ミゲル・アンヘル・ヒメネス     | アメリカ合衆国 | WBO防衛11                                                          |
| 35           | 2002年12月14日 | ☆    | 2R 0:39  | TKO     | トッカー・バドウィル           | アメリカ合衆国 | WBO防衛12                                                          |
| 36           | 2003年6月28日  | ☆    | 2R 2:36  | TKO     | バイロン・ミッチェル           | アメリカ合衆国 | WBO防衛13                                                          |
| 37           | 2004年2月21日  | ☆    | 7R 1:05  | TKO     | メガー・ムクチヤン             | ロシア         | WBO防衛14                                                          |
| 38           | 2004年10月22日 | ☆    | 12R      | 判定3-0 | カバリー・セーラム             | エジプト       | WBO防衛15                                                          |
| 39           | 2005年5月7日   | ☆    | 6R 2:18  | TKO     | マリオ・ベット                 | ドイツ         | WBO防衛16                                                          |
| 40           | 2005年9月10日  | ☆    | 12R      | 判定3-0 | エバンス・アシラ               | ケニア         | WBO防衛17                                                          |
| 41           | 2006年3月4日   | ☆    | 12R      | 判定3-0 | ジェフ・レイシー               | イギリス       | IBF・WBO世界スーパーミドル級王座統一戦 IBF獲得・WBO防衛18          |
| 42           | 2006年10月14日 | ☆    | 12R      | 判定3-0 | サキオ・ビカ                   | オーストラリア | IBF防衛1・WBO防衛19                                                |
| 43           | 2007年4月7日   | ☆    | 3R 1:30  | TKO     | ピーター・マンフレド・ジュニア | アメリカ合衆国 | WBO防衛20                                                          |
| 44           | 2007年11月3日  | ☆    | 12R      | 判定3-0 | ミッケル・ケスラー             | デンマーク     | WBA・WBC・WBO世界スーパーミドル級王座統一戦 WBO防衛21 WBA・WBC獲得 |
| 45           | 2008年4月19日  | ☆    | 12R      | 判定2-1 | バーナード・ホプキンス         | アメリカ合衆国 |                                                                    |
| 46           | 2008年11月8日  | ☆    | 12R      | 判定3-0 | ロイ・ジョーンズ・ジュニア     | アメリカ合衆国 |                                                                    |
| テンプレート |                |      |          |         |                                |                |                                                                    |

## 獲得タイトル

### プロボクシング
- BBBofC英国スーパーミドル級王座（1度防衛）
- WBO世界スーパーミドル級王座（21度防衛）
- IBF世界スーパーミドル級王座（1度防衛）
- IBO世界スーパーミドル級王座（0度防衛）
- WBC世界スーパーミドル級王座（0度防衛）
- WBA世界スーパーミドル級スーパー王座（0度防衛）
- リング誌スーパーミドル級王座（0度防衛）
- リング誌ライトヘビー級王座（1度防衛）

### 受賞歴
- 2001年、BBC Wales Sports Personality of the Year受賞
- 2003年、英国王室からMBE勲章を叙勲される。
- 2006年、BBC Wales Sports Personality of the Year受賞
- 2007年、BBC Sports Personality of the Year受賞